# Estación de La Verrière
La estación de La Verrière es una estación ferroviaria francesa situada en la comuna homónima, en el departamento de Yvelines, al oeste de París. Por ella transitan los trenes de cercanías de la línea N y de la línea U del Transilien.

## Historia
La estación antigua fue inaugurada el 12 de julio de 1849. Fue abierta por la Compañía de Ferrocarriles de París a Versailles RG en el marco de la línea París - Brest, una de las radiales de mayor importancia de la red. En 1850, fue absorbida por la Compañía de Ferrocarriles del Oeste que quebró en 1908 siendo rescatada por una empresa estatal. En 1938, esta última se integraría en la actual SNCF.
La estación actual fue reconstruida, no muy lejos de su antiguo emplazamiento, en 1977.

## Descripción
Al datar de los años 70, la estación se aleja del diseño clásico de las estaciones del siglo XIX y muestra un aspecto mucho más sobrio y funcional. 
Se compone de dos andenes centrales al que acceden cuatro vías, con la siguiente configuración: v-a-v-v-a-v. Un paso subterráneo permite acceder a cada andén.